# Вщиж
Вщиж — село (в древности — город) в Жуковском районе Брянской области России. Входит в состав Шамординского сельского поселения. Расположено на правом берегу Десны в 35-40 км к северо-западу от Брянска.

## История
Древнерусский город Вщиж (в старину также Щиж и др.) стоял на западе территории современного села, на высоком и крутом правом берегу Десны, на треугольном мысу в устье ручья Суток. Город возник на месте более древнего славянского поселения IX—X веков (роменская культура). Вероятно, здесь некоторое время находился опорный пункт сбора великокняжеской дани. В XI и первой половине XII века черниговские князья Святославичи и затем Ольговичи держали здесь укреплённый «двор» и посадников с дружиной. Впервые упомянут в Ипатьевской летописи (Киевская летопись) под 1142 годом, когда князь Всеволод Ольгович отдал черниговским князьям Давыдовичам Брест вместе с Дорогичином и Вщижем: «…Всеволодъ же радъ бъıвъ разлоучѣнью ихъ. и оуладивъсѧ. ѡ волость. и да Берестии. Дорогичинъ. и Въщижь…».
В середине XII века небольшая вщижская крепость превратилась в резиденцию удельного князя Владимира Давыдовича, в связи с чем здесь были произведены значительные изменения, увеличившие размеры городка в несколько раз. Отныне он делился на детинец (1,2 га) и небольшой окольный город (2,7 га), оба из которых были окружены городнями. В детинце находился двухэтажный княжеский терем, дома дружинников, а также деревянная многоярусная башня-донжон, позволявшая вести круговой обстрел. В центре окольного города, где жили ремесленники, в конце XII — начале XIII века был построен высокий однокупольный вщижский каменный храм, окружённый наружной галереей, напоминавший церковь Покрова на Нерли. К городищу примыкает обширное неукреплённое селище-посад. В 1160 году местный удельный князь Святослав Владимирович успешно выстоял осаду Вщижа черниговским князем Святославом Ольговичем. Осада была снята в связи с приближением войска Андрея Боголюбского. После монгольского разорения весной 1238 года Вщиж был разрушен до основания и перестал существовать.
Позднее Вщиж возродился как село, которое существует и поныне. В 1610 году оно уже числилось во владении рода Зиновьевых. О селе Вщиж упоминает жалованная грамота 1680 года, выданная на имя Ивана Яковлева Зиновьева. В приложении к «Истории государства Российского» приведён отрывок из письма к автору от местного помещика Зиновьева (1818):
В здешней стороне есть предание, что с. Вщиж было городом особого удельного княжества. Ещё и доныне в окрестностях видны следы земляных укреплений и находятся большие гранитные кресты на курганах, весьма не худо сделанные. Никто не знает, когда и кем сии кресты поставлены. Должно заметить, что в наших местах совсем нет гранита. На полях много курганов; один из них в самом селе и наполнен старинными кирпичами: сказывают, что тут была церковь. Выкапывают также немало медных крестов, икон, железной конской сбруи и прочее.

## Археологические раскопки
В 1850 г. И. М. Снегирёв сообщил в печати о результатах раскопок, произведённых иждивением Зиновьевых в 1840-е гг. При раскопках так называемого Заветного кургана в центре села были найдены остатки древнерусского храма, с сохранившимися внутри церковными вещами:
Близ алтаря был найден склеп и в нём громадный человеческий остов. Стены церкви уцелели и возвышались на 2 аршина; толщина стен 1¾ аршина. Снаружи церкви находилось 12 колонн. Кирпич, из которого она выстроена, по своей форме и по замечательной крепости указывает на чрезвычайную древность постройки: длина кирпичей 6 вершков, ширина 4½ и толщина 1 вершок. Вокруг церкви можно проследить ещё остатки галереи. Найденный скелет великана приписывается князю Святославу Владимировичу.
Далее раскопки Вщижа проводил граф А. С. Уваров. Исследования привлекли внимание брянского помещика Ф. И. Тютчева, который в 1871 г. не только посетил городище, но и посвятил ему одно из своих последних стихотворений («От жизни той, что бушевала здесь…»)
В 1940, 1948 и 1949 годах территорию городища исследовала команда Б. А. Рыбакова. На Благовещенской горе тогда было обнаружено большое и сложно устроенное святилище-крепость юхновской культуры. Из находок Рыбакова заслуживает внимания так называемый вщижский горн, который связывают с взятием города монголами весной 1238 года. Горн, расположенный поблизости от крепостной стены, был раздавлен в тот момент, когда обжиг посуды подходил к концу, но ещё не был завершён.
В 2001 году в обрыве правого берега Десны за посадом летописного города Вщиж была обнаружена «лодья из Вщижа» длиной 8,8 м, конструкция которой сложнее других известных на территории Юго-Восточной Руси челнов. Радиоуглеродный анализ дал возраст в 750±20 лет (1247—1279 гг.).

## Современные угрозы
С начала 2000-х годов остатки крепости застраиваются предпринимателем-вандалом.

## Население
| 2010 | 2013 |
| ---- | ---- |
| 41   | →41  |